# Tiểu Á

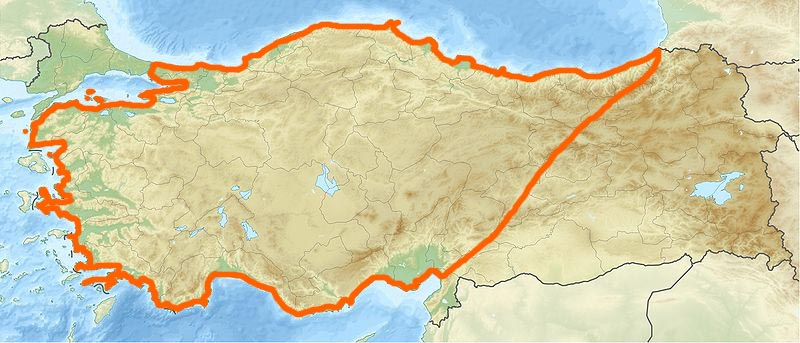
Định nghĩa truyền thống cho Anatolia, thuộc Thổ Nhĩ Kỳ ngày nay.

Tiểu Á (tiếng Hy Lạp: Μικρά Ασία Mikra Asia), hay Anatolia (Ανατολία, có nghĩa là "mặt trời mọc", "phía đông") là một bán đảo của châu Á mà ngày nay thuộc lãnh thổ Thổ Nhĩ Kỳ, bắc giáp với Biển Đen, nam giáp Địa Trung Hải, ngăn cách với châu Âu bởi biển Aegea và biển Marmara (đều thuộc Địa Trung Hải) ở phía tây và giáp với phần đất đai rộng lớn còn lại của châu Á ở phía đông.